# Vermilion Peak
Vermilion Peak je hora v pohoří San Juan Mountains, na jihozápadě Colorada, v San Juan County a San Miguel County.
Je součástí jižních Skalnatých hor. S nadmořskou výškou 4 237 m je sedmou nejvyšší horou pohoří San Juans.
Leží 14 kilometrů západně od města Silverton a 15 kilometrů jižně od Telluride.